# Wyatt-Gletscher
Der Wyatt-Gletscher ist ein 10 km langer, steiler und schmaler Gletscher im südlichen Grahamland auf der Antarktischen Halbinsel. Er fließt vom zentralen Plateau in südlicher Richtung nahe dem Beehive Hill zum oberen Abschnitt des Gibbs-Gletschers.
Luftaufnahmen entstanden 1947 bei der US-amerikanischen Ronne Antarctic Research Expedition (1947–1948). Der Falkland Islands Dependencies Survey nahm im Mai 1958 Vermessungen vor. Das UK Antarctic Place-Names Committee  benannte den Gletscher 1962 nach Henry Turner Wyatt (* 1932), Arzt des Survey auf Detaille-Insel im Jahr 1957 und auf Stonington Island im Jahr darauf.